# Чертежу-де-Жос
Чертежу-де-Жос (рум. Certeju de Jos) — село у повіті Хунедоара в Румунії. Входить до складу комуни Ворца.
Село розташоване на відстані 321 км на північний захід від Бухареста, 25 км на північний захід від Деви, 111 км на південний захід від Клуж-Напоки, 113 км на схід від Тімішоари.

## Населення
За даними перепису населення 2002 року у селі проживала 91 особа, усі — румуни. Усі жителі села рідною мовою назвали румунську.